# كورجون نبيل
كورجون نبيل (الاسم العلمي:Coregonus nobilis) هو نوع من الأسماك يتبع جنس الكورجون من فصيلة سمك السلمون.